# Barycholos ternetzi
Barycholos ternetzi är en groddjursart som först beskrevs av Miranda-Ribeiro 1937.  Barycholos ternetzi ingår i släktet Barycholos och familjen Strabomantidae. IUCN kategoriserar arten globalt som livskraftig. Inga underarter finns listade.

## Bildgalleri

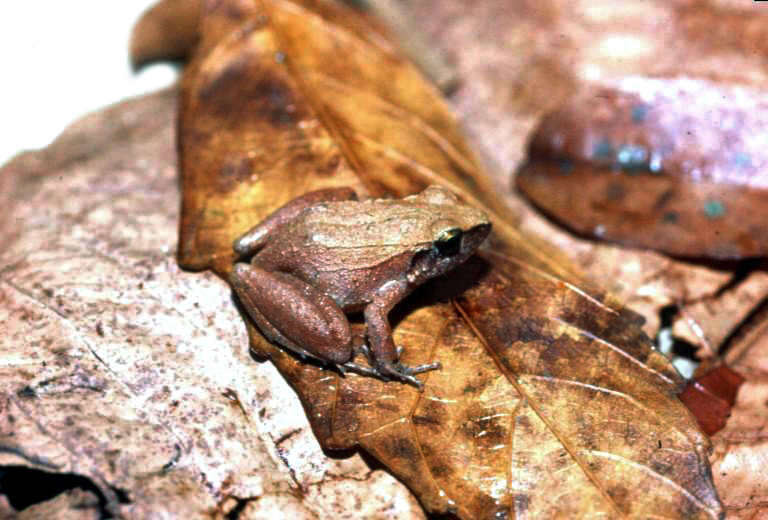